# Guldsnitt

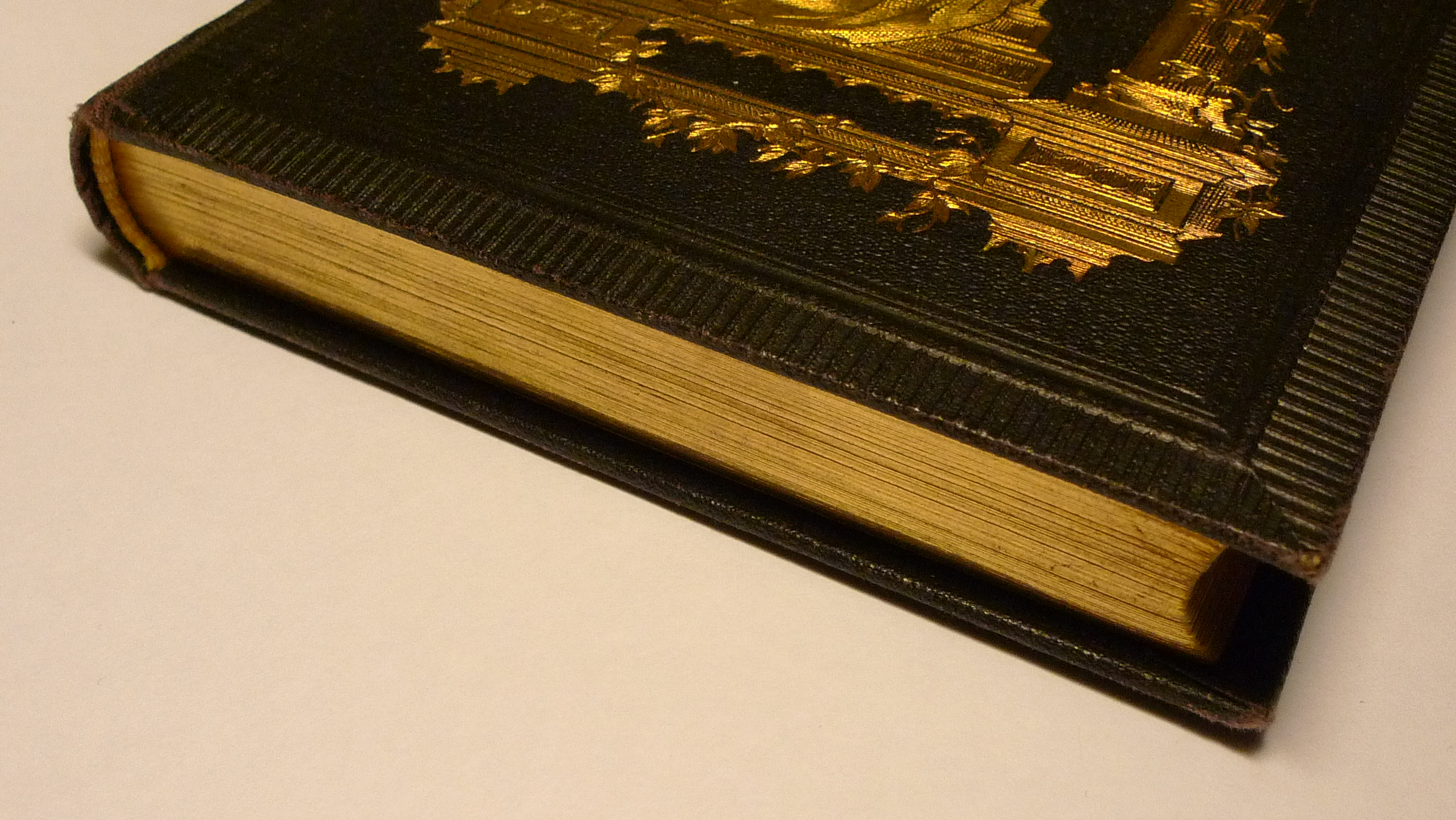
Bok med förgyllda sidkanter.

Guldsnitt eller förgyllt snitt kallas det när bokbindaren har använt bladguld för att förgylla bokblockets sidor, alltså inlagans papperskanter. Guldsnittet anbringas vanligen antingen på det övre snittet eller runt alla tre, så kallat "helt guldsnitt".